# French and Saunders
French and Saunders est une série télévisée britannique créée par Dawn French et Jennifer Saunders et diffusée depuis le 9 mars 1987 sur BBC Two. 
En France, la série a été diffusée sur MCM en 1999 puis rediffusée sur Arte et sur Pink TV.

## Synopsis
Cette série impertinente est une suite de sketches et de parodies de séries, d’émissions et de films célèbres.

## Distribution
- Dawn French : divers personnages
- Jennifer Saunders : divers personnages
- Rowland Rivron : Duane Bishop (1987-1993)
- Simon Brint : Ken Bishop (1987-2004)

## Épisodes

### Première saison (1987)
1. Titre français inconnu (Alison Moyet)
2. Titre français inconnu (Roy Castle)
3. Titre français inconnu (Julie T. Wallace)
4. Titre français inconnu (Michael Grade)
5. Titre français inconnu (Jools Holland, Rik Mayall, Harry Enfield)
6. Titre français inconnu (Joan Armatrading, Harriet Thorpe)

### Deuxième saison (1988)
1. Titre français inconnu (Joan Bakewell, Squeeze)
2. Titre français inconnu (Toyah, Steve O’Donnell)
3. Titre français inconnu (Helen Lederer, Kirsty MacColl)
4. Titre français inconnu (Ben Elton)
5. Titre français inconnu (Adrian Edmondson, Lenny Henry, The Proclaimers)
6. Titre français inconnu (Robbie Coltrane, June Whitfield)

### Hors saison (1988)
1. Titre français inconnu (Kathy Burke, Harriet Thorpe)

### Troisième saison (1990)
1. Titre français inconnu (The Sound of Music)
2. Titre français inconnu (Whatever Happened to Baby Dawn?)
3. Titre français inconnu (The Exorcist)
4. Titre français inconnu (Gone with the Wind)
5. Titre français inconnu (Dangerous Liaisons)
6. Titre français inconnu (Gentlemen Prefer Blondes)
7. Titre français inconnu (Jane Asher, Carl Davis)

### Quatrième saison (1993)
1. Titre français inconnu (Misery)
2. Titre français inconnu (The Silence of the Lambs)
3. Titre français inconnu (The Seventh Seal)
4. Titre français inconnu (In Bed with French & Saunders)
5. Titre français inconnu (French & Saunders: the Special Edition)
6. Titre français inconnu (The House of Idiot)
7. Titre français inconnu (Thelma and Louise)

### Hors saison (1994)
1. Titre français inconnu (Christmas Special)

### Cinquième saison (1996)
1. Titre français inconnu (Baywatch)
2. Titre français inconnu (Loveheart)
3. Titre français inconnu (Franco e Sandro)
4. Titre français inconnu (Batman)
5. Titre français inconnu (Pulp Fiction)
6. Titre français inconnu (The Quick and the Dead)
7. Titre français inconnu (Dr. Quimn, Mad Woman)

### Hors saison (1998-2003)
1. Titre français inconnu (Titanic)
2. Titre français inconnu (Witless Silence)
3. Titre français inconnu (The Phantom Millennium)
4. Titre français inconnu (The Egg)
5. Titre français inconnu (Christmas Puddings)
6. Titre français inconnu (Harry Potter and the Secret Chamberpot of Azerbaijan)
7. Titre français inconnu (French & Saunders Actually)

### Sixième saison (2004)
1. Titre français inconnu (Episode 1)
2. Titre français inconnu (Episode 2)
3. Titre français inconnu (Episode 3)
4. Titre français inconnu (Episode 4)
5. Titre français inconnu (Episode 5)
6. Titre français inconnu (Episode 6)

### Hors saison (2005)
1. Titre français inconnu (French and Saunders: I Can’t Believe It’s Music [1/2])
2. Titre français inconnu (French and Saunders: I Can’t Believe It’s Music [2/2])
3. Titre français inconnu (French and Saunders: Christmas Celebrity Special)

### Septième saison (2007)
1. Titre français inconnu (A Bucket o’ French & Saunders [1/3])
2. Titre français inconnu (A Bucket o’ French & Saunders [2/3])
3. Titre français inconnu (A Bucket o’ French & Saunders [3/3])

### Hors saison (2009)
1. Titre français inconnu (Mamma Mia!) à l’occasion du Red Nose Day 2009

## Commentaires
Cette série, extrêmement populaire en Grande-Bretagne, a bénéficié à ses débuts d’un des budgets les plus importants de la BBC.

## Produits dérivés

### DVD
- French & Saunders : Au cinéma (24 octobre 2004) ASIN B0007OP3RO
- French & Saunders : Vivre dans un monde matérialiste (24 octobre 2004) ASIN B0007OP3R4
- French & Saunders : Les années d’innocence (24 octobre 2004) ASIN B0007OP3RY
- French & Saunders : Les hommes préfèrent French & Saunders (24 octobre 2004) ASIN B0007OP3RE
- French & Saunders : Le retour de la revanche (15 février 2006) ASIN B000EBFX2U